# Кілікійська Вірменія
37°00′ пн. ш. 35°30′ сх. д. / 37° пн. ш. 35.5° сх. д.
Кілікійське королівство — вірменське феодальне князівство, надалі королівство, яке існувало у Кілікії (північно-східне узбережжя Середземного моря, сучасн. Туреччина) з 1080 до 1375 року. Виникло на початку XI століття у результаті масової міграції вірмен з території Вірменії, викликаного нападом сельджуків, а також захопленням Візантією міст Васпуракана, Ані та Карса, переселенням вірмен до західних областей імперії.

## Історія

### Перші поселення
Перша поява вірмен в долині сягає I століття до н. е., коли вірменський правитель Тигран II приєднавши цю область до Великої Вірменії, розмістив тут як поселенців багато вірмен. Незабаром він зазнав поразки у війні з Римом, а землі, завойовані раніше, разом з осілими вірменами відійшли до Римської імперії. Однак і при римському пануванні вірмени становили деяку частину населення регіону, так, багато хто з вірменських мучеників того часу, були вихідцями з кілікійської долини, серед яких був Полієвкт Мелітинський. Подальше поселення вірмен в регіоні пояснюється прийняттям у 301 році Вірменією християнства як державної релігії, з наступним неприйняттям в 451 році Халкідонського собору, а також експансією ісламу викликаного арабською навалою. Про наявність великого вірменського елементу в регіоні говорить і той факт, що письменник IV століття Амміан Марцеллін, повідомляє, що Іську затоку в той час називали «Вірменською затокою». У листі написаному з Кілікії в V столітті, Іоанн Златоуст повідомляв, що живе він у вірменському селі, і що власником округу є вірменський князь.
До VI століття, після падіння династії Аршакидів, кількість вірмен у регіоні значно збільшується. Цьому сприяла переселенська політика арабських халіфів, які насильницьким шляхом змушували вірмен залишати батьківщину і поселятися на берегах Чорного і Середземного моря. Внаслідок цього чисельність вірменського населення в країнах на захід від Євфрату протягом століть весь час збільшувалася.
З VII століття Кілікія була свого роду прикордонною зоною між Візантією та арабським халіфатом. У другій половині X століття, до моменту завоювання Візантією Кілікії та Атіохіі ці землі вже мали значне вірменське населення, яке в результаті тюркського вторгнення до Вірменії в XI столітті ще більше зросло.

### Міграція вірменів у регіон
У другій половині XI століття вся територія Вірменії, крім Сюніка (Занґезур) і Ташир-Дзорагетської держави, піддалася навалі турків-сельджуків. Втрата національної державності після завоювання Візантією, а також навала сельджуків призвели до масового переселення вірмен в Кілікію та інші регіони. З цього періоду на Вірменському нагір'ї та в Закавказзі почався багатовіковий процес витіснення вірменського і курдського населення тюркським.
Внаслідок завоювання Візантією вірменських земель від Едеси до Самосати і Меліта, а також внаслідок її політики, до початку XI століття на території Сирії, Месопотамії і малоазійських фем Візантії були значні поселення вірмен. Наприкінці століття, після битви під Манцикертом, сельджуки створили свою першу державу — Румський султанат, який охоплював усю Вірменію і внутрішню частину Анатолії, звідки посилювалася міграція вірмен до азійських прибережних областей, особливо в Кілікію і Єфратес.

### Вірменські князівства
Візантійській імперії не вдалося створити собі опори серед населення завойованих вірменських земель. Не сприяло зміцненню кордонів Візантії і переселення вірмен в прикордонні феми. У межах кордонів імперії виникла низка напівнезалежних вірменських князівств, що тягнулися від Сирії до Закавказзя. Вірмени зберегли свою культуру, церкву і державність.
Правителі Візантії, що переслідували вірменських володарів і намагалися нав'язати вірменам халкідонітство, щосили намагалися нівелювати специфіку новоутворених князівств. Чим вище була загроза з боку сельджуків, тим наполегливішими ставали спроби імперії знищити вірменські князівства Малої Азії, які в міру ослаблення позицій центрального уряду, ставали все більш автономними. Вірмени, зі свого боку, вважали тягарем опіку імперії, і сельджуцьке вторгнення лише пришвидшило рух вірмен проти Візантії та утворення незалежної вірменської держави у Малій Азії.
У 1070 армія під командуванням майбутнього претендента на корону Никифора Меліссени і брата майбутнього імператора Олексія Мануїла Комніна, була розбита сельджуками біля Севастії. Вірменське населення байдуже поставилося до цього. Рік по тому, йдучи в похід проти сельджуків, Роман Діоген прибув до Севастії, де його придворні висловили ряд претензій дітям місцевого вірменського князя. У результаті, за наказом Діогена місто було розграбоване і спалене, а спроба прибулого Гагіка II примирити ворожі сторони була марною. Події, що трапилися в Севастії ознаменували собою остаточний розрив відносин вірменських князів Малої Азії з імперським урядом, що не сприяло зміцненню позицій імператора напередодні вирішальної сутички з сельджуками при Манцикерті.

Держава Філарета Варажнуні, 1076

Після поразки візантійських військ у Манцикертській битві і громадянської війни вірменські князі стають фактично незалежними. У цей час новий імператор Михайло VII Дука призначає доместиком Сходу свого двоюрідного брата Андроніка Дуку. Філарет Варажнуні, який раніше обіймав цю посаду, не визнає це призначення. Не визнавши владу Михайла, Варажнуні порвав з Візантією, а до 1071 фактично став правителем незалежної вірменської держави, зміцненню якої сприяла міграція вірмен з територій, які зазнали сельджуцького вторгнення. Ставши на чолі вірменів він переносить престол католикоса у свої володіння, і приєднує до своєї держави вірменські князівства Мараша, Кесуна, Едеси, Андріуна (поблизу Мараша), Цовка (поблизу Айнтаба), Бенкету (поблизу Едеси) і ряд інших земель. Зовнішньополітичний фактор зумовив порівняно спокійне життя держави Варажнуні. Перелом настав у 1081, коли після угоди з Візантією почалася експансія Румського сельджукского султанату в південно-західному напрямку, жертвами якої стали держава Філарета Варажнуні та інші вірменські князівства Малої Азії.
Царство Варажнуні, що простягнулося від Месопотамії вздовж Євфрату до кордонів Вірменії, яке охоплювало Кілікію, Тавр і частину Сирії з Антіохією, проіснувало порівняно недовго з 1071 по 1086 рік. Після 1086, коли Варажнуні втратив останні міста, де ще знаходилися його гарнізони, на території Кілікії та Приєвфраття утворилася низка незалежних вірменських князівств. Попри розвал, держава Філарета в умовах сельджукської навали в Закавказзя стало центром для вірменських емігрантів, розсіяних по всьому Близькому Сходу. Воно мало величезне значення для консолідації вірмен у пізніших державних утвореннях, що виникли на руїнах держави Варажнуні. До 1097 у Приєвфратті і Кілікії утворюється ряд незалежних вірменських князівств. На Євфраті вірменські князівства, за винятком князівства Каркар, проіснували аж до 1116—1117 років, після чого були анексовані хрестоносцями.

### Князівство

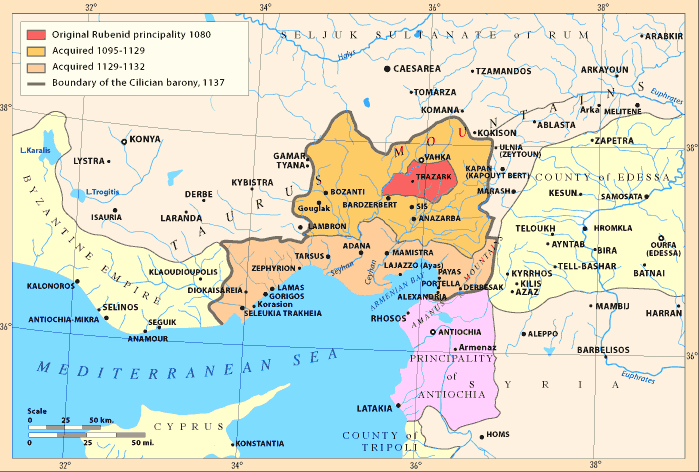
Кілікійське князівство часів Рубена I і Костандіна I (позначено червоним), часів Тороса I (позначено жовтим)

У Кілікії в другій половині XII століття вірменське князівство Рубенідів посилилося настільки, що інші вірменські князівства змушені були визнати залежність і увійти до його складу. Таким чином, у Кілікії почала поступово утворюватися вірменська ранньофеодальна монархія та ієрархічна феодальна система, очолювана Рубенідами.
Рубен, один із полководців Філарета Варажнуні, якому було доручено захист області Антитавра, в 1080 році став засновником князівства. Його син Костандін I розширив володіння на схід — за гори Антитавру. Згодом приєднав до учасників Першого хрестового походу, зокрема 1098 року допомогав під час облоги Антіохії. За це отримав від хрестоносців титул барона, а від візантійців — коміта.
Близько 1100 року після смерті Костяндина I його князівство розпалося на дві частини, де керували його сини Левон і Торос. В цей час Рівнинна Кілікія стала об'єктом боротьби між Візантією та Антіохійським князівством, війна між якими йшла зі змінним успіхом. Торос скористався цим, розширивши кордони свого князівства і наблизився до меж Кілікійської рівнини, розбивши спочатку сельджуцькі, а потім візантійські війська.

Кілікійське князівство у 1135 році

Після смерті в 1129 Тороса I його брат Левон I відновив єдність Кілікійського князівства, що дуже стурбувало сусідів: князівство Антіохія та емірат Данишмендів. Проте Левон I спочатку біля столиці Аназарба переміг емірське військо, а у битві біля Портелли здолав антіохійські загони, внаслідок чого було захоплено Рівненну Кілікію. Левон I зайняв спочатку проходи Аманського хребта, а 1135 року опанував фортецею Сервантікар. В союзі з Едеським графством почалася війна проти Антіохійського князівства. Після здобутої перемоги Левон погодився на перемовини з Антіохійським князівством, але потрапив у пастку, де був його схоплено і відправлено до Антіохії. Користуючись відсутністю вірменського правителя, данішмендський емір Мухаммад вдерся до Кілікії, де знищив весь врожай. Вражений цим лихом Левон I викупив свою свободу відмовившись від Сарвентікара, Маместії та Адани на користь князя Раймунда Антіохійського, а також заплативши чималий викуп. Але доволі швидко кілікійський князь повернув собі ці міста. Війна вибухнула знову, поки на початку 1137, зусиллями графа Жослена Едеського не було встановлено перемир'я між двома князівствами. Був укладений союз проти візантійського імператора Іоанна Комніна, що рушив на підкорення Кілікії та Антіохії. Але у червні 1137 року візантійські війська захопили рівнинну Кілікію, потім, після 37-денної облоги, - столицю князівства - Аназарб. Через деякий час був узятий у полон Левон I, що сховався у своєму родовому замку Вахка. Його разом з двома синами було відправлено до Константинополя. Два інших сини - Млех і Стефан, перебували в безпеці в Едеському графстві, у Беатріс, сестри Левона та матері графа Жослена II.  Раймунд, князь Антіохії, також визнав себе васалом Іоанна II.
Син Левона I — Торос — втік із візантійського полону. і у 1145 році прибув до Кілікії. Він спочатку повертає під свою владу невеликий регіон Таврських гір з родовими фортецями Вахка та Амуд. У 1151 році, одружившись з дочкою тера (сеньйора) Рабана і уклавши союз з хрестоносцями, відвойовує Рівнинну Кілікію. Потім відвойовує міста Аназарб, Тарс, Маместію та Тіл, що контролював проходи Аманських гір. У відповідь імператор Мануїл I відправив до Кілікії військо на чолі з Андроніком Комніном, яке зазнало поразки. Після такої перемоги відбулась перша спроба об'єднання двох родин-суперниць Рубенідів та Ошинідів, останні навіть почали брати участь у виступах проти греків. Союз мав бути скріплений шлюбом між малолітніми дітьми, сином Ошина — Гетумом III, та однією з дочок Тороса II. 1156 року було завдано поразки війську Румського султанату. 1158 року візантійці все ж захопили рівнинну Кілікію, а Торос II визнав зверхність імперії. В наступні роки візантійці інтригами намагалися повалити Тороса II, але марно.
Після смерті у 1169 році Тороса II розгорнулась боротьба за владу, в результаті чого 1170 року трон захопив Млех. Так і не змусивши підкоритися Хетумідів, прагнучи забезпечити незалежність Кілікії, повністю змінив напрямок у зовнішній політиці. Вирішивши раз і назавжди покласти край спробам візантійців та хрестоносців заволодіти Кілікією, укладає союз із сирійським правителем Нур ад-Діном. Перенісши столицю до Сісу, Млех з допомогою нового союзника відбив напад хрестоносців і, розбивши візантійську армію, виганяє її із рівнинної Кілікії. У 1175 році в результаті змови Млеха було вбито.
1175 року Рубен III відбив нове вторгнення візантійців. У 1181 році рушив на Ламброн, щоб підкорити рід Хетумідів, але зазнав невдачі. Десь у цей час погіршуються відносини з антіохійським князем Боемундом III, останній скористався зрадою серед вірменського князя, бере того у полон. Звільнити Рубена III Боемунд погодився лише за низку територіальних поступок на користь Антіохії. Пізніше вірменський князь без особливих зусиль повернув втрачені області.

### Королівство

Кілікійське князівство у 1190 році

В умовах початку Третього хрестового походу Левон II маневрував між очільниками хрестоносців. 1191 року вдалося захопити замок Баграс, що контролював прохід від Кілікії до Антіохійського князівства. Після протистояння з останнім 1194 року вдалося закріпити Баграс за Левоном II. Останній звернувся до його наступника, Генріха VI й папи Целестина III, погоджуючись визнати себе васалом німецько-римської імперії та папського престолу. Папа, за згодою імператора, відрядив до Кілікії кардинала Конрада Віттельсбаха, архієпископа Майнцького, який привіз із собою корону. У Тарсі, у соборі святої Софії, 6 січня 1198 року, в день Богоявлення, католикосом і кардиналом, представником папи, Левон II з пишністю був коронований як король Вірменії Левон I. Намагався організувати своє королівство за західними зразками. Він оточив себе сановниками, частково, затвердивши посади, що існували здавна, частково, створивши нові. Ним було даровано низку фортець госпітальєрам (Селіфке, Камардезіум, Ларанда) та ордену тевтонських лицарів (Кубетфорт, Адамодана).

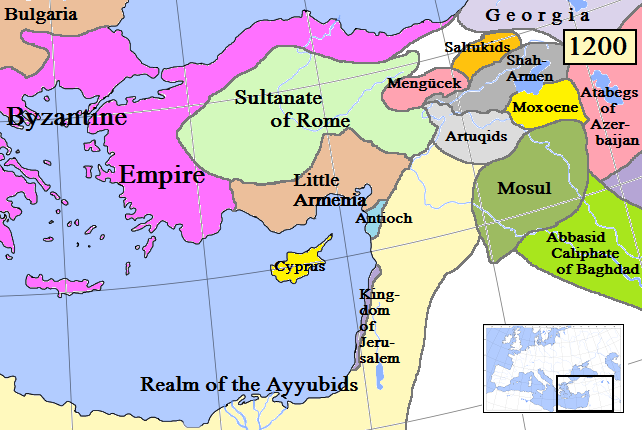
Кілікійське королівство у 1200 році

Левон I підступами зумів підкорити Хетумідів. 1201 року вступив у війну за Антіохійське князівство. 1216 року після років запеклої боротьби зумів посадити на трон Антіохії свого онука Раймунд-Рубену, але останнього 1219 року було повалено Боемундом IV. Того ж року після смерті Левона I починається внутрішня колотнеча, викликана появою декількох претендентів на трон. Зрештою 1226 року трон перейшов до Гайтона I, що став засновником нової королівської династії. Завдяки дипломатії зберігав мир з усіма сусідами, активно розвивав торгівлю, ремесла. 1243 року визнав зверхність Монгольської імперії. У 1251 року король особисто відправився до Каракоруму.

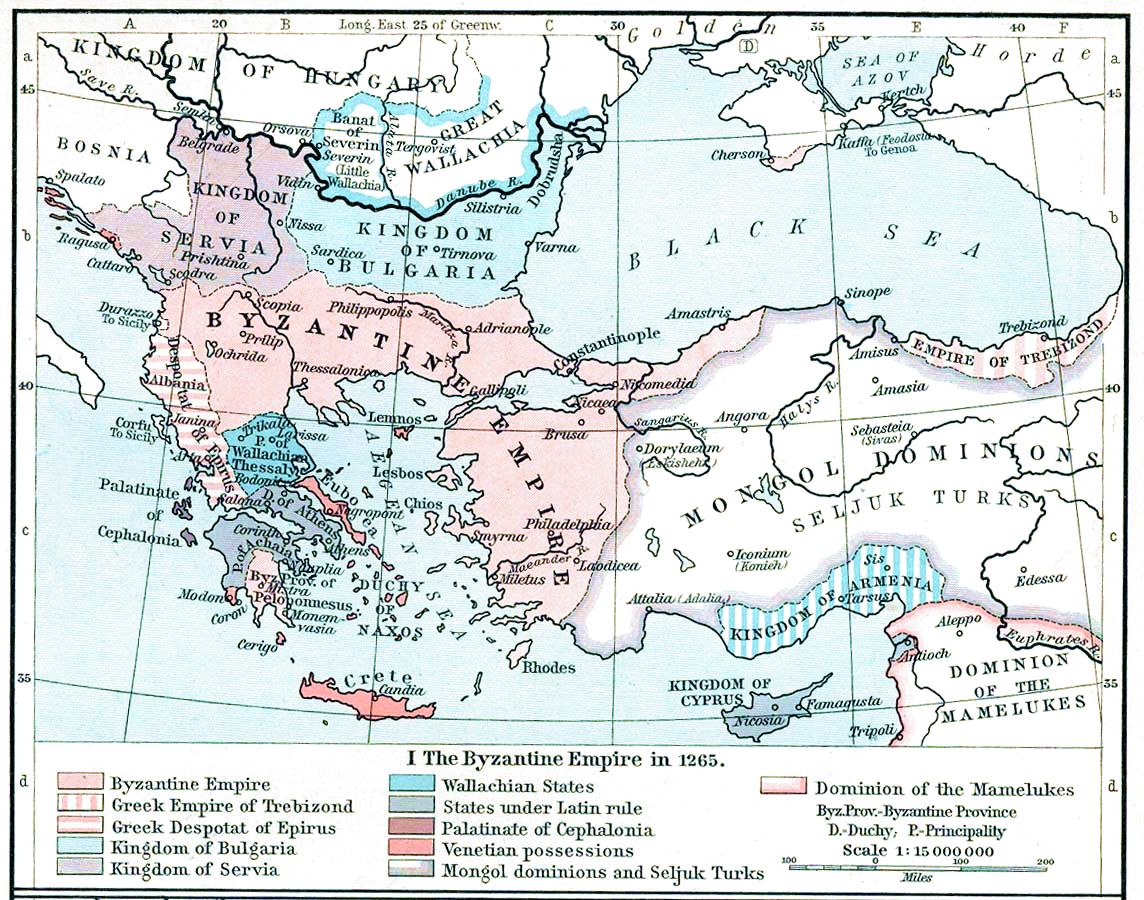
Кілікійська Вірменія у 1265 році

У 1260 році брав участь у поході монгольського війська під проводом Хулагу до Сирії, що належала тоді Мамлюцькому султанату. Було захоплено Алеппо і Дамаск. Але у битві при Айн-Джалуті монголи зазнали нищівної поразки від мамлюків. Для Кілікійського королівства поразка монголів обернулася великими ускладненнями: Табріз, як прикордонний пункт став для монголів кращим, ніж більш віддалене кілікійсько-сирійське узбережжя. Гайтон I зумів відбити напади Румського султанату та Караманського бейліку. Але 1266 року мамлюки зуміли прорватися до рівнинної Кілікії, сплюндрувавши королівство до міста Адана.
1270 року новий король Левон II продовжив політику на відновлення держави. 1275 року стикнувся з новим мамлюцьким вторгненням, яке завдало чималої шкоди Кілікії. 1281 року долучився до нової монгольської кампанії проти Мамлюцького султанату, але у вирішальній битві біля Хомсу союзники зазнали тяжкої поразки. 1285 року було укладено 10-річне перемир'я з султанатом.
Гайтон II з перших днів перебування у ролі глави держави повів пролатинську політику. У 1289 році, за допомогою короля, папським легатам вдалося змістити антикатолицько налаштованого католикоса Костянтина II, а його місце зайняв більш поступливий Степанос IV, який втім 1292 року потрапив у полон до мамлюків. У 1293 році  ціною поступок територій на сході країни вдалося уникнути вторгнення мамлюків у королівство, і тим самим отримати невелику перепочинок. У 1296—1299 роках відбувається боротьба за владу серед членів династії, що послаблює королівство. 1299 року після перемоги монголів у битві при Ваді аль-Хазнадарі Гайтон II повернув усі раніше передані султанату землі. Але протягом 1302—1304 років мамлюки знову захопили ці землі. 1304 року припинив існування союз з  Державою Хулагуїдів.
Король Левон III продовжив політику покатоличення Кілікії, сподіваючись на отримання допомоги від католицьких держав Європи. 1307 року у місті Сіс було оголошено унію з католицькою церквою, що спричинило розкол серед ієрархів. Але того ж король гине внаслідок засідки монголів. Починається нова боротьба за владу, в якій 1309 року переміг Ошин. Придушення інакодумців супроводжувалося масовими стратами серед населення та знаті. Священнослужителі, які виступали проти унії, були ув'язнені або вислані з країни. Після чого в 1317 їм був скликаний Аданський собор, який підтвердив рішення попереднього Сіського собору. 1314 року зазнав нападу держави Хулагуїдів, війська якої плюндрували Кілікію. 1317 року Ошин, через їхню відмову надавати військову допомогу Кілікії, силою зброї відняв володіння низки католицьких орденів, конфіскувавши при цьому їхню скарбницю. 1318 року вступив у конфлікт з кіпрським королем Генріхом II. Потім Ошин вигнав з Кілікії госпітальєрів, які підтримували кіпрського короля. 1320 року мамлюки вдерлися до Кілікії, дійшовши до Сіса, де зазнали поразки.
За малолітнього короля Левона IV держава поринула в інтриги, джерелом яких був регент Ошин II, ішхан (князь) Корикосу. 1321 року війська Держави Хулагуїдів плюндрували землі Кілікійського королівства. 1322 року сюди вже вдерлися мамлюки. Католікос вірмен Костяндин IV у 1323 році укладає перемир'я терміном на 15 років. Але вже наступного року, через побоювання гіпотетичного хрестового походу, набіги мамлюків відновилися.  1337 року відбувся третій за три роки набіг мамлюків, наслідки якого мали катастрофічний характер. Левон IV уклав перемир'я, відповідно до якого вірменське королівство втратило ліве узбережжя річки Пірамос та надважливий торговий і військовий порт Айас.
Після загибелі Левона IV 1342 року трон перейшов до Костандіна II Лузіньяна, що був родичем за жіночою лінією Гетумідів. Замість того, щоб організовувати оборону країни від нападів єгипетських мамлюків і караманських туркменів, Костандін передав владу уніторам та франкам, почав переслідування вірменських князів і забрав їхні володіння. 1344 року вірменські князі на чолі з Ошином Бакураном вбили короля разом зі 300 наближеними.

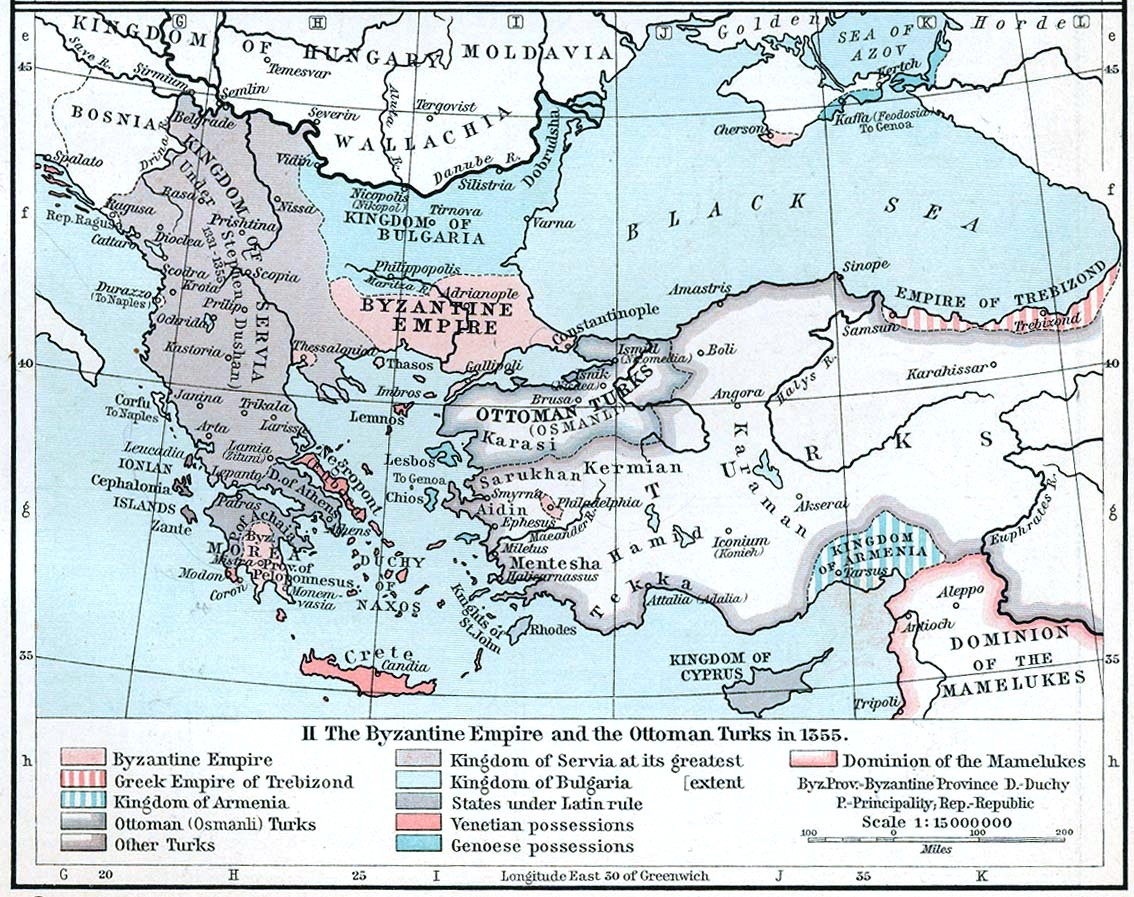
Кілікійське королівство у 1355 році

Протягом 1346—1349 роках король Костандін III успішно боровся проти Мамлюцького султанату, звільнивши фортецю Капан і місто Айас. 1361 року за дорученням Костандіна III й католикоса Месропа I Артазеці було скликано VIII Сіський собор. Католикос відкинув унію з римською церквою та наказав прибрати з обрядів Вірменської церкви всі нововведення.
Наступний король Костандін IV спочатку уклав союз з Кіпрським королівством, але згодом вирішив почати перемовини з Мамлюцьким султанатом. Втім проти цього виступили вірменські князі, що 1373 року повалили короля. 1375 року мамлюки знову вдерлися до королівства, де захопили столицю Сіс та короля Левона V. В результаті усю Кілікію було приєднано до Мамлюцького султанату.

## Територія

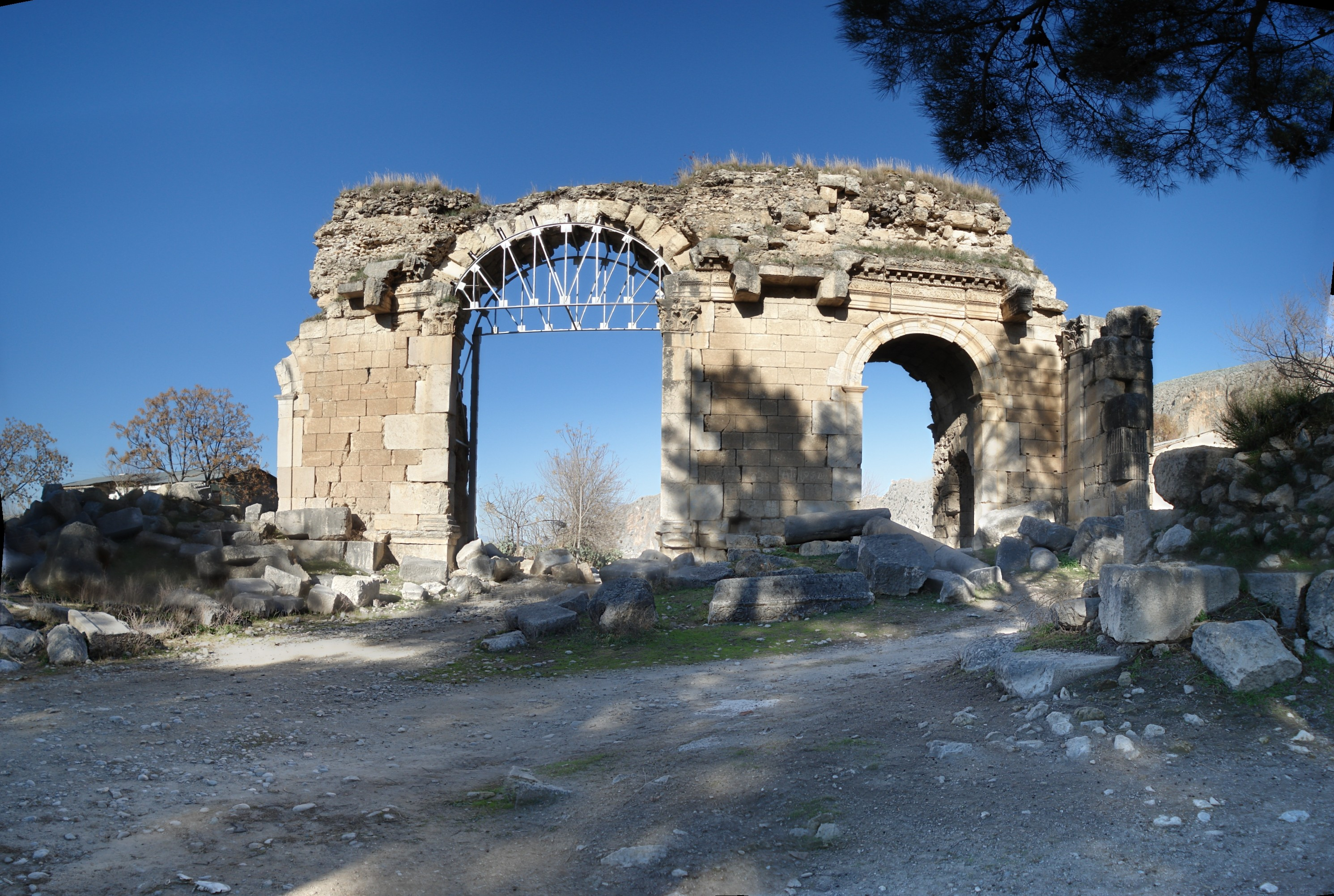
Руїни Аназарба

В часи найбільшого піднесення за панування короля Левона I охоплювала весь кут Малої Азії навколо затоки Александретти. Столицею князівства був Аназарб, а Кілікійського короліства — спочатку Тарс, потім Сіс. Також існувала низка інших значних міст.

## Населення
Населення складалося з вірмен, які становили правлячий клас, а також греків, жидів, мусульман (переважно тюрків й арабів) та європейців-католиків (переважно італійців, французів, каталонців). Існували також невеличкі громади ассирійців.

## Устрій
На чолі стояв князь, а потім король. Князі з династії Рубенідів також титулювалися як інкнакал (володар), тагавор айоц (король вірменський), «Володар Гір». Монарху належала вища політична, військова, судова влада, він також мав вплив на церков.
В часи королівства західні титули і посади, такі як парон (барон) та гундстабль (конетабль), замінили власне вірменські — нахарар та спарапет. Королю підпорядковувалися очільники відомств (яких стали називати сір).
Гундстабль (тагадір або тагабаг) був спадковою посадою, що мав виключне право покладати корону на короля. Згодом гундстаблю надавалися право головнокомандувача військом. Далі за значенням йшли начальник кінноти (спасалар), капелан, сенешаль, камерарій, проксіми, magistri scrinorum. Інтендантську службу очолював мараджахт. Кілікійський католикос очолював верховний суд, а єпископи були вищими суддями на місцях.
Регент за часів неповноліття государя називався балій. Була організована рада паронів (лат. regalia curia, в арміняьскі традиції — дур), куди входили ішхани, вищі парони, католикос.
У великих містах, особливо в королівському домені, існували органи самоврядування поряд з представниками центрального уряду. Представником центральної влади був вератесуч (наглядач) з поліцейськими функціями, якому допомагали танутери, які керували кварталами. У містах також діяли кафучі, які збирали мита на ввезений крам, і крпкчі — займалися мірами та вагами на ринках.

### Адміністративний устрій
Кілікійська держава поділялася на 30 гаварів. Частина цих гаварів, і навіть великі міста входили до складу королівського домену; іншу частину становили володіння великих феодалів, які були васалами царя. Очільники гаварів (гаварапети) були наділені адміністративно-фінансовими, військовими та судовими повноваженнями. При гаварапетах діяли церакуйти − збори старійшин, які брали участь у управлінні гаварів, переважно у розподілі податків, натуральних і трудових повинностей.
Основою була сільська громада, що керувалася радою старійшин (авагнері хорурд), яка займалася збиранням цивільниї та церквоних податків, вирішенням цивільних спорів та дрібними кримінальними справами. Сільські громади становили єдине ціле з церковною парафією (цухом).

## Право
На початковому етапі, в часи Кілікійського князівства, застосовувалися норми візантійського права, зокрема Еклога, «Військовий закон», «Міське право», новели свідчень імператриці Ірини, «Прохірон» (збірка цивільного, карного, судового, церквоного права). .
Важливим джерелом права в Кілікійському королівстві став «Судебник Мхітара Гоша», в якому, зокрема вперше було засуджено берегове право (Jus litoris), тобто грабувати кораблі та людей після кораблетрощі. В розвиток цього короля Левон I і Гайтон I намагалися скасувати його. Також почали використовуватися, ще до перекладу вірменською, написані старофранцузькою мовою постанови вищого суду Антіохії — «Антіохійські асізи». Надалі було видано «Судебник» Смбата Спарапета, що було створено на основі «Судебника Мхітара Гоша» і в духі західноєвропейського законодавства, що відбулося у відокремлені цивільного права від церквоного, королівських наказів від ішханських, норми міжнародного права від законів Кілікії, класифікації правових документів, впорядкував їх.
Важливу роль відігравали закони католикоса Нерсеса IV Шноралі і Канонічні закони 1243 року, що було прийнято на Сіському синоді. Вони регулювали церковні норми, слугували регулятором суспільних відносин в галузі цивільного, сімейного, трудового, карного права.

## Суспільство
На чолі стояв князь, потім король, що спирався на князів (ішханів) та терів (сеньйорів). Було впроваджено посаду паронів (на кшталт баронів), з'явилися лицарі (дзіатори та хетцелвори). Надалі дзіаторами стали титулювати дрібних паронів, а хетцелвори стали на кшталт терів. Існували ще вищі парони — бердатер-парони (володарі фортець). Загалом їх було 80 в королівстві. Бердатер-парон, що отрмиав наділ і фортецю у спадок, звався айренатер бердатер-парон (спадковий фортецевласник), той, що отримав від короля на певних умовах - воч-айренатер бердатер-парон (неспадковий фортецевласник). Вони мали приходити за наказом короля, збирати податки з населення і платити в скарбницю, брати участь у роботі дуру. Король міг на власний розсуд відібрати наділ і фортецю у воч-айренатер бердатер-паронів, а у айренатер бердатер-паронів - лише за згодою та рішенням дуру.
В період королівства європейська традиція була прийнята для лицарського посвячення вірменської шляхти, а лицарські турніри та змагання, подібні до європейських, стали також популярними.
Церковні ієрархи та священними зберігали загальний авторитет, активно брали участь у державних справах. При цьому король мав переважне слово під час обрання католикоса та призначення єпископів.
Значними соціальними прошарками були селями, ремісники та купці. Останні мали чималий вплив в державі завдяки статкам та значенню торгівлі для економіки держави.

## Військо
За часів династії Рубенідів у мирний час Кілікійське князівство могло утримувати армію чисельністю 30 тис. вояків, у військовий — 60 тис. Армія складалася з царських та ішханських підрозділів. Кіннота (айрудзі) становила основу. Під час війни з селян (раміків) та містян формувалося ополчення.
В період королівства основою регулярної армії була кіннота, що складалася з вершників (лицарів). Її кількість коливалася від 20 до 40 тис. На чолі був король, потім йшли гундстаблт, спаласар. Окремими підрозділами по зменшенню вояків йшли графи, капітани, лицарі. На чолі фортець стояли бердатери.
Для отримання статуса лицаря шляхтичу необхідно було скласти відповідний іспит на знання. Присвоєння звання вершника відбувалося за урочистих зборах. Його отримували у віці 14, 18 та 20 років. Піхота становила значну кількість у складі армії — від 60 до 80 тисю вояків, яких набирали переважно з містян та селян.
Військовий флот забезпечував морські кордони держави, нараховував 150—200 суден. Його базами були Айас і Корікус.

## Економіка
Були розвинені конярство, скотарство та бджільництво. У рівнинній частині вирощували апельсини, гранати, яблука, виноград тощо. Міста були великими центрами ремісництва й торгівлі.
Продовжувалися вірменські традиції обробки золота і срібла, створення ювелірних прикрас. Оклади Євангелій із монастирських майстерень Ромкла відносяться лише до середини XIII ст. Того ж часу ковшик і глечик з Бердянська ці знахідки цікаві тому, що від кілікійської металопластики XIII—XIV ст. переважно дійшли предмети літургійного побуту: оклади книжок і складні-релікварії у вигляді триптиха.
Кілікійська Вірменія стала процвітаючою державою завдяки своєму стратегічному розташуванню на східних берегах Середземного моря. Вона була розташована на перетині багатьох торговельних шляхів, що з'єднували Центральну Азію та Перську затоку з Середземномор'ям. Таким чином, королівство було важливим у торгівлі спеціями, а також худобою, шкурами, вовною та бавовною. Король Левон I відкрив свою країну для європейської торгівлі, надавши торгові привілеї пізанським, венеційським, генуезьким, марсельським, каталонським купцям. Вірменське купецтво королівства мало торговельні стосунки з корінною Вірменією, арабськими країнами, Західною Європою та Золотою Ордою. З країни експортувалися деревину, зерно, вино, родзинки та шовк-сирець, тканини та металеві вироби.
Трьома основними портами, які були життєво важливими для його економіки та оборони, були укріплені приморські міста Айяс та Корікос, а також річковий — Мопсуестія. Останній, розташований на двох стратегічних караванних шляхах, був портом на річці Пірам і місцем розташування комор, що належали генуезцям. Виникли європейські купецькі громади та колонії з власними церквами, судами та торговими будинками. Марко Поло, наприклад, вирушив у подорож до імперії Юань з Аяса в 1271 році.

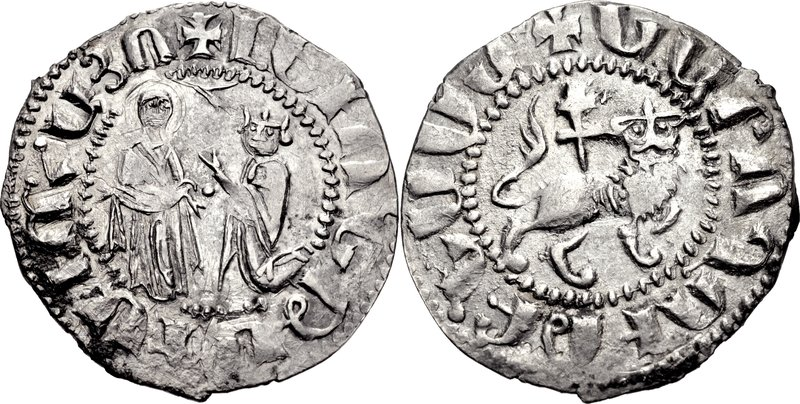
Драм короля Левона I

На монетних дворах Сіса й Тарса карбувались золоті (драм), срібні (тагворін) й мідні монети, які перебували у вжитку й за межами Кілікії. Для карбування монет характерно використання вірменських написів, мотиву багатолопатевої арки з кілевидним завершенням і точкового фону орнаменту. Венеційські дукат й цехін, флорентійський флорин, візантійський безант, багдадський і єгипетський дирхами, французький лівр також використовувалися під час торговельних операцій.

## Церква
У 1116 році кафедру католикоса вірмен було перенесено до Кілікії, спочатку до міста Дзвонка, 1149 року — Ромкли, потім до Сісу. Починаючи з XI століття тут фундувалися вірменські монастирі та церкви, а починаючи з другої половини цього століття в монастирях починають діяти скрипторії. Резиденція католикоса вірмен у Кілікії протрималася два століття, після чого 1441 року була перенесена до Ечміадзину. Окрім католикоса, на території Кілікії діяло 14 єпископів. Резиденціями архієпископа були міста Тарс, Сіс, Аназарб, Ламброн та Мамістра. У Кілікії було 60 монастирів.
Константинопольські патріархи та візантійські імператори не залишали спроб об'єднати православних та вірних Вірменської апостольської церкви. У 1160-х роках з цього приводу вів перемовини католикос Нерсес IV Шноралі. 1179 року завдяки католикосу Григорію IV Тга на Ромклайському соборі було утворено унію між Константинопольським патріархатом і Кілікійським католикосатом.
Католицька церква намагалася поширити свій вплив на Кілікійську державу та зменшити вплив вірменської церкви. У 1198 році католикос Григорій VI Апірат оголосив про об'єднання Католицької та Вірменської Апостольської церков. Втім це рішення на той момент не мало суттєвого значення. Лише з 1307 до 1361 року Вірменська церква була в унії з Католицькою церквою.

## Культура
Багатоетнічне населення, а також комерційні та політичні зв'язки з європейцями, зокрема з Францією, принесли важливі нові впливи на вірменську культуру. За часів королівства кілікійська знать перейняла багато аспектів західноєвропейського життя, включаючи лицарство, моду та використання французьких християнських імен. Діяли видатні філософи, історики, мовознавці Вардан Великий, Степанос Орбелян, Ованес Єрзнкаці.

### Мова
Ступінь західного впливу на Кілікійську Вірменію також відображається включенням двох нових літер (Ֆ ֆ = "f" та Օ օ = "o") та різних латинських слів до вірменської мови.
Французька мова стала другою мовою кілікійської знаті, а для купців другою мовою стала італійська через широку участь трьох італійських міст-держав у кілікійській економіці.

### Музика
Усні та письмові музичні традиції вірмен було перенесено до Кілікії під час мігрувації у X-XI століттях. Навіть в умовах впливу західноєвропейської культури зберігалися зразки народної музики, що виконували гусани. Відомою була пісня «Мсра талані» тощо.
Твори вірменських гусанів Кілікії також були передані творам трубадурів Провансу завдяки хрестоносцям. Музична складова силлабарію зазнала значного розвитку в Кілікії, включаючи хазьке письмо самого співу. У XIII столітті повне видання хазьких «Шаракноц» було опубліковано в Сісі під назвою «Хілкці», на честь відомого вчителя Григора Хула.
Монастирі міст Ромкла, Сісу, Акнеру, Аркакагіну, Дразарку, Млічу і Скеврану були великими центрами вірменського музичного мистецтва.

### Мистецтво

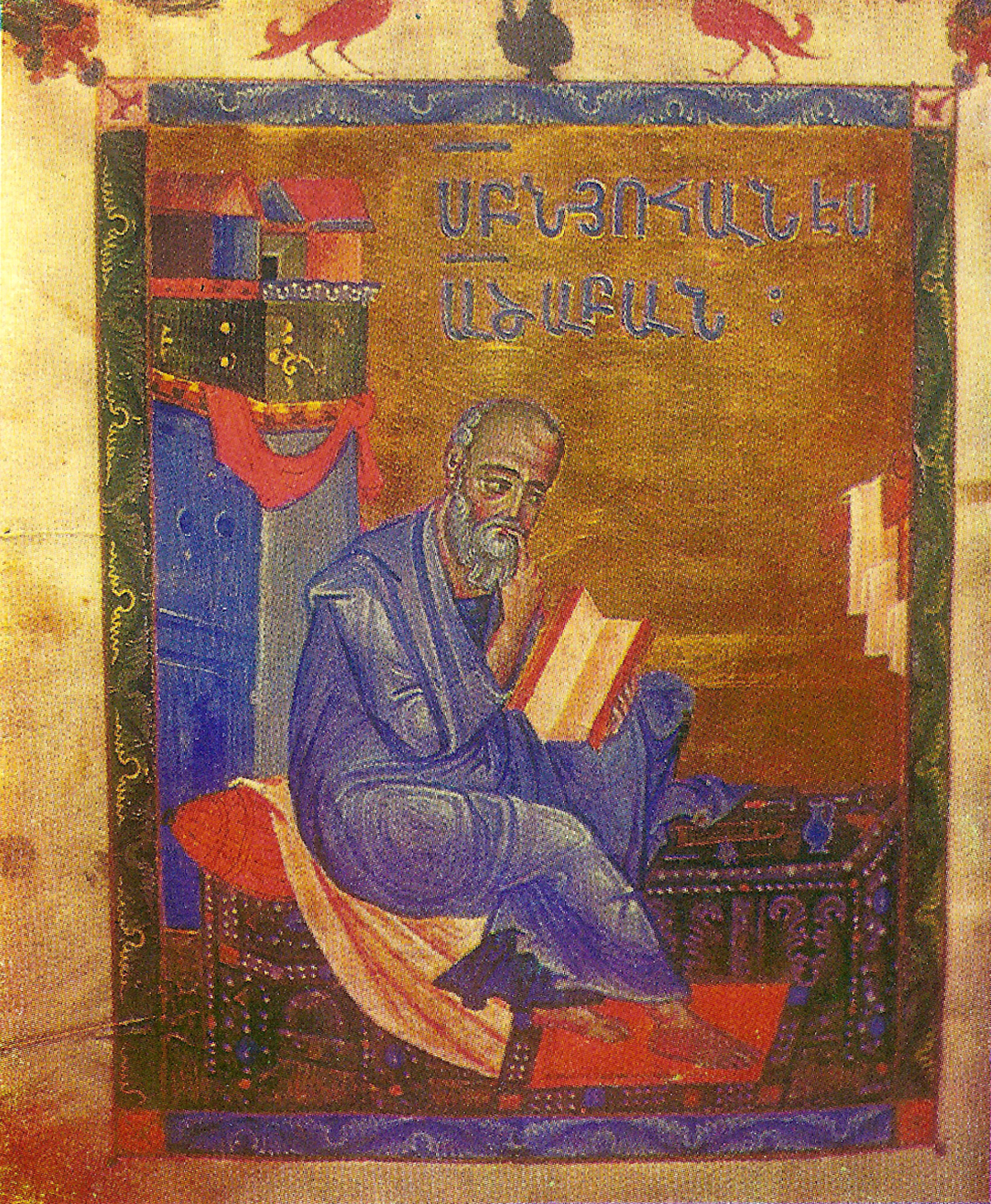
Іоанн Апостол. Мініатюра авторства Тороса Росліна

Образотворче мистецтво досягло високого рівня розвитку в Кілікійській Вірменії, зокрема мініатюрний живопис. Відзначався розквіт творчості мініатюристів, сутворилася власна школи мініатюристів у Ромклі, представниками якої були Григорій Млічеці, Торос Рослін, Костандін, Кіракос. Серед відомих творів – «Євангеліє» 1113 року в Дразарку, «Євангеліє» 1166 року з Ромклі, «Нарек» 1173 року Григора Млічеці;  «Євангеліє від Скеври» священика Степаноса 1197 року, «Євангеліє» 1193 року Костандіна, «Євангеліє» 1262 року, «Євангеліє цариці Керан» 1272 року, «Євангеліє князя Васака», рукопис «Обід короля Гайтона II» Тороса Росліна.

### Архітектура
Більшість вірменських замків нетипово використовували скелясті висоти та мали вигнуті стіни та круглі вежі. Для оборонних споруд та монументальних комплексів основним будівельним матеріалом служили природні камені: пісковик, вапняк, гранит тощо. Для облицювання використовувався мармур, кедр, дуб, оливу.

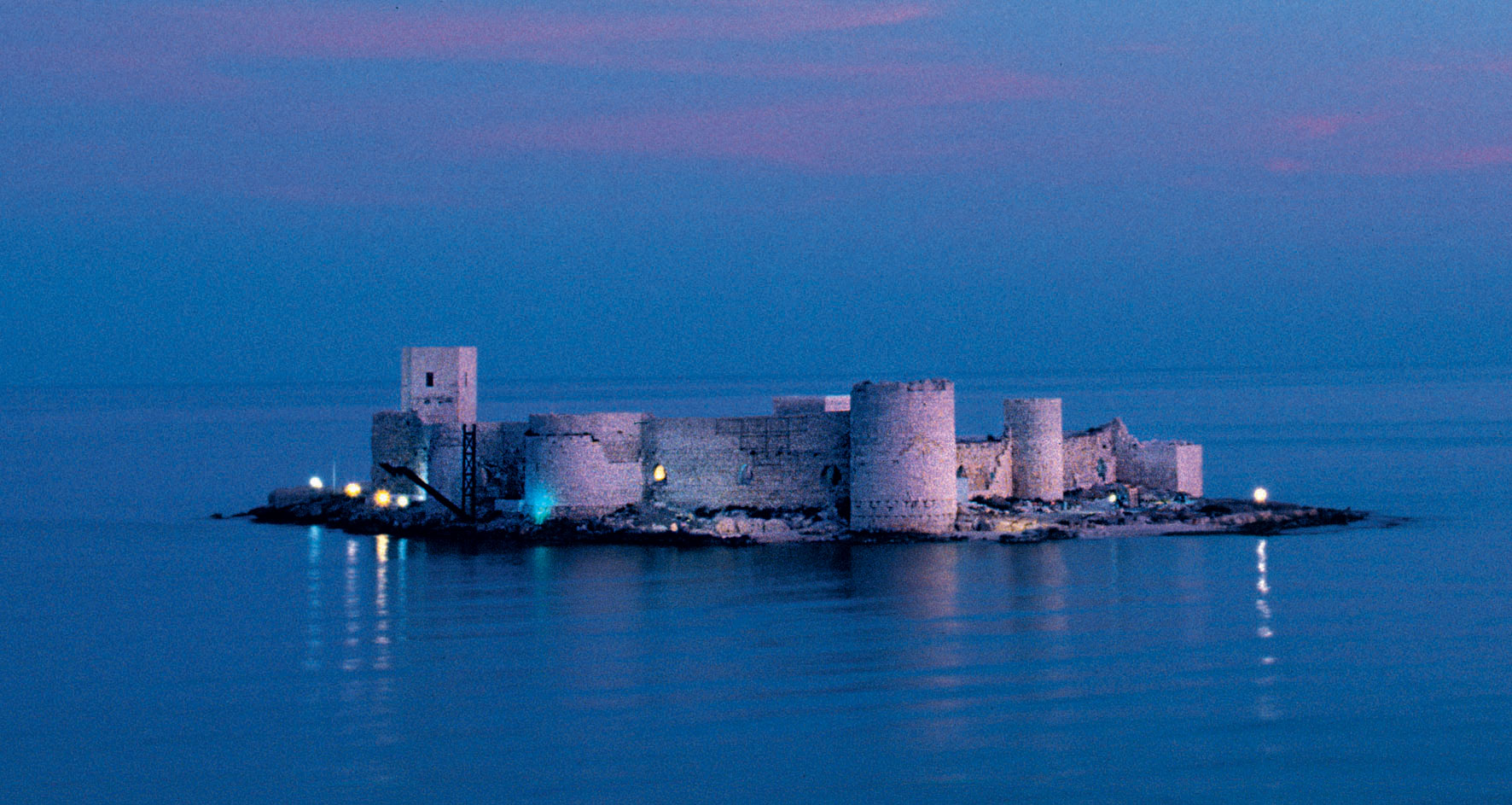
Фортеця Корікос

Замки та фортеці будували з великого необробленого каміння, поєднаного вапняним розчином. Стіни церков та меморіальних комплексів виготовляли з гладенького каменю, а заповнення – з дрібного каміння. Прорізи завершували напівциркульними, стрілчастими та арочними арками. Для купольних дахів використовувалися парусні конструкції, оздоблені мармуром та мозаїкою. Фортеці стратегічного значення захищалися допоміжними невеликими фортецями, побудованими у важкодоступних місцях. Зокрема, подібним чином будувалися фортеці Сіс, Анарзаба, Ламброн. Особлива увага приділялася водозабезпеченню фортець, і кожна фортеця мала один або два резервуари.
Майже кожна фортеця чи замок мали церкву, а в містах їх було кілька (зокрема, в місті Сісі їх було понад 20). Церкви та каплиці будувалися з прямокутним планом, з напівкруглою апсидою у вигляді однонефних базилік. Серед визначних монастирів можна назвати велику церкву Корікос, собор Святої Софії в Сісі, церкви в Ромклі, Адані та Папероні.
Кілікійські архітектори запозичили багато зразків європейської культури, наприклад, деякі елементи церковного та фортечного будівництва. Архітектурні традиції Кілікії у свою чергу мали вплив на держави хрестосносців на Сході й опосередковано вплинули на розвиток західноєвропейської архітектури, оскільки хрестоносці, що поверталися до себе на батьківщину, приносили ці знання в свої держави.